# Jack l'Éventreur (film, 1976)
Pour les articles homonymes, voir Jack l'Éventreur.
Pour plus de détails, voir Fiche technique et Distribution.
Jack l'Éventreur (Jack the Ripper – Der Dirnenmörder von London) est un film d'horreur germano-suisse écrit et réalisé par Jesús Franco (crédité comme Jess Franco), sorti en 1976. 

## Synopsis
Médecin respecté et charitable le jour, le docteur Denis Orloff se transforme en tueur en série sanguinaire la nuit, poignardant de jeunes femmes dans les rues de Whitechapel. Abusé par sa propre mère prostituée lorsqu'il était enfant, Orloff tue, éviscère et mutile les filles de petite vertu dans une serre exotique. Surnommé « Jack l'éventreur » par la rumeur publique, son secret morbide est seulement connu par Flora, l'une de ses anciennes patientes, qui l'aide à se débarrasser des cadavres en les jetant dans la Tamise. À travers toutes ses filles de joie assassinées, il cherche à anéantir le souvenir de cette figure maternelle indigne et immorale. 
Chargé de l'enquête, l'inspecteur Selby est incapable d'arrêter le meurtrier. Il demande à sa jeune fiancée, Cynthia, de l'aider dans ses investigations en devenant l'appât de la police. Jolie danseuse, elle se rend, vêtue comme une fille aux mœurs légères, au cabaret où le tueur semble trouver ses proies. Mais elle tombe dans les griffes de Jack l'éventreur qui l'enlève dans un fiacre et la mène jusqu'à la serre où il commet ses monstruosités. Grâce aux renseignements fournis par un aveugle doté d'un sixième sens, Selby et ses hommes font irruption dans l'antre d tueur et sauve à temps Cynthia. Alors qu'il tente de fuir, Orloff est rattrapé et arrêté par les policiers. Mais, non sans cynisme, le psychopathe les met au défi de prouver sa culpabilité...

## Fiche technique
- Titre original : Jack the Ripper – Der Dirnenmörder von London
- Titre anglais : Jack the Ripper
- Titre français : Jack l’Éventreur
- Réalisation et scénario : Jesús Franco (crédité comme Jess Franco)
- Montage : Marie-Luise Buschke
- Musique : Walter Baumgartner
- Photographie : Peter Baumgartner et Peter Spoerri
- Société de production : Elite Film (Suisse) et Cinemec (Cinemec)
- Pays de production :  Allemagne de l'Ouest,  Suisse
- Langue originale : allemand
- Lieu de tournage : Zurich,  Suisse
- Format : couleur
- Genre : horreur
- Durée : 95 minutes
- Dates de sortie :
  - Allemagne de l'Ouest : 23 septembre 1976
  - France : 31 janvier 1979

## Distribution
- Klaus Kinski : Dr Dennis Orloff / Jack l'Éventreur
- Josephine Chaplin : Cynthia
- Andre Mannkopff : inspecteur Selby
- Herbert Fux : Charlie le pêcheur
- Lina Romay : Marika Stevenson
- Nikola Weisse : Frieda
- Ursula von Wiese : Miss Higgins
- Hans Gaugler : Mr. Bridger, l'aveugle
- Francine Custer : Sally Brown, la première victime
- Olga Gebhard : Ms. Baxter
- Angelika Arndts : Ms. Stevenson
- Peter Nüsch : sergent Ruppert
- Esther Studer : Jeanny, la seconde victime
- Regine Elsener : Blondy
- Lorli Bucher : Lulu
- Mike Lederer : Coach Driver
- Otto Dornbierer : l'ami de Charlie